# Святовасильевка
Святовасильевка (укр. Святовасилівка, до 2016 года — Елизарово, укр. Єлізарове) — посёлок,
Святовасильевская территориальная община,
Днепровский район,
Днепропетровская область,
Украина.
Код КОАТУУ — 1225083501. Население по переписи 2001 года составляло 966 человек .
Является административным центром Елизаровского сельского совета, в который, кроме того, входят сёла
Орлово,
Рясное,
Чернопаровка и
Шульговка.

## Географическое положение
Посёлок Святовасильевка находится между реками Грушевка и Камышеватая Сура (6-7 км).
На расстоянии в 1 км расположены сёла Шульговка, Рясное и Чернопаровка.
Через посёлок проходят автомобильная дорога Т-0420 и
железная дорога, станция Рясная.

## История
- В 1929 году была открыта железнодорожная станция на линии Апостолово-Нижнеднепровск около которого возникло село Рясное.
- В 1932 году село переименовано в посёлок Елизарово, в честь М.Т.Елизарова.
- В 2016 году посёлок переименован в посёлок Святовасильевка.

## Экономика
- ООО «Аста».

## Объекты социальной сферы
- Школа.
- Детский сад.
- Село газифицировано.
- Амбулатория.
- Клуб.

## Достопримечательности
- Братская могила советских воинов.